# بروس بيل
بروس بيل (بالإنجليزية: Bruce Beale)‏ كان متسابق دراجات نارية. نافس في سباقات بطولة العالم لفئة 350 سي سي ولفئة 250 سي سي ولفئة 125 سي سي ولفئة 50 سي سي. كما شارك في كأس جزيرة مان السياحية. أفضل سنة له كانت 1964 عندما جاء في المركز الثاني في بطولة العالم 350 سي سي خلف جيم ريدمان.